# 山口直子
山口 直子（やまぐち なおこ、女性、1978年4月25日 - ）は、日本の元プロボクサー。三重県津市出身。第2代OPBF東洋太平洋女子スーパーフライ級王者。第5代WBA女子世界スーパーフライ級王者。白井・具志堅スポーツジム所属。

## 来歴
中学・高校と陸上をしており、津商業高等学校では、やり投げでインターハイ優勝、国体経験を持つ。
国士舘大学進学後、肘を故障したため七種競技に転向するが、結果は残せなかった。
高校・大学の1年後輩に砲丸投現日本ジュニア記録保持者の市岡寿実、大学の2年後輩に森千夏がいた。

### JWBC
大学卒業後、山木ジム（現山木ボクシングジム）でボクシングを始め、2001年10月10日、八木橋悦世をTKOで下しデビューを飾る。
2003年9月21日、キックボクシング世界王者柴田早千予にKOで初敗北。
2004年9月18日、猪崎かずみが持つ日本フライ級王座に挑むが延長戦の末敗れる。
その後、怪我もあり長期間リングを離れる。
2007年11月10日、ツバサとのエキシビションで実戦復帰。

### JBC
2008年、白井・具志堅スポーツジムに移籍し、JBCライセンスを取得。
2008年6月9日、後楽園ホールにて嘉陽宗嗣の日本タイトル防衛戦の前座としてJBCデビューかつ4年ぶりの試合でサトリーレック・パラドーンジムを1回TKOで沈め、完全復活をアピール。
2008年8月11日、小関桃・風神ライカの女子ダブル世界戦の前座としてペットジンダー・ジンダマニーと対戦。2回TKOで勝利。
2008年10月13日、清田祐三の東洋太平洋スーパーミドル級王座統一戦の前座として、元アマチュア日本王者の四ヶ所麻美と対戦するが、TKO負けを喫し、JBC初敗戦。
2009年6月26日、「G Legend2」のセミファイナルに出場し、元JWBC王者のベテラン菊川未紀を2回TKOで退ける。
2009年10月12日、3大タイトルマッチの前座で東洋太平洋7位のマルネージェ・ベラーノを4回TKOで降す。
2009年12月2日、菊地奈々子の東洋太平洋タイトルマッチの前座において初の8回戦としてオーンナッ・ゴーキャットジムと対戦し、2回KOで降す。

#### 東洋太平洋王座獲得
2010年2月20日、藤本りえの持つOPBF女子スーパーフライ級王座に挑戦し、9回1分55秒TKO勝利を収めて同王座を獲得した。

#### 世界王座挑戦
2011年1月22日に指名挑戦者としてメキシコに乗り込みアナ・マリア・トーレスの持つWBC世界同級王座に挑戦する。この試合は空位のWBA世界バンタム級王座もかけられた。試合は8Rにダウンをとられ、判定負け。
その後はタイ人選手を2戦連続KOで東洋太平洋防衛。メキシコ人とのノンタイトル後同王座返上。

#### 世界王座獲得
2012年7月9日、後楽園ホールで元同門天海ツナミが持つWBA女子世界スーパーフライ級王座に挑戦。試合は判定3-0で勝利し、王座奪取に成功すると共に白井・具志堅ジム初の世界王者となった。

#### 世界王座防衛
初防衛戦は11月12日に9位のフディス・ロドリゲス（メキシコ）と対戦。3-0判定で初防衛に成功。
2度目の防衛戦は2013年4月10日、7位のロレダナ・ピアッツァ（イタリア）と対戦。計4度のダウンを奪い7回10秒TKOで2度目の防衛に成功。
3度目の防衛戦は2013年7月22日、暫定王者ダニエラ・ベルムデス（アルゼンチン）と対戦発表されていた。ところが、直前になって暫定王者側が「契約上の解釈の違い」を理由に来日を拒否し、調停まで縺れるも溝は埋まらず、WBAから公認を得て代わりの相手としてチュタポーン・プラディッサン（タイ）を選択したが、ノーランカーのためWBAからは挑戦者としては認められず、タイトルマッチとしては中止になり、53kg契約のノンタイトル8回戦に変更された。試合は1回1分56秒KO勝利。

#### 世界王座陥落・引退
改めて決まった3度目の防衛戦は2013年11月23日にWBCミニフライ級王者藤岡奈穂子を迎えることになった。当初2009年12月の富樫直美 vs 多田悦子戦以来となる現役日本人女子世界王者同士の対戦と発表されたが、藤岡は保持していたWBC女子ミニフライ級王座を返上している。試合は3回にダウンを奪われ、0-3（92-97 92-97 91-98）の判定で3度目の防衛に失敗。
2015年1月、この試合を最後に現役引退したことが明らかになった。
5月10日、後楽園ホールでの「ザ・カンムリワシファイトvol.51&DANGAN128」にて引退式。

## 戦績
- JBC公認前：12戦 8勝 6KO 2敗 2分
- JBC公認後：17戦 15勝 13KO 2敗

| 戦           | 日付           | 勝敗 | 時間      | 内容    | 対戦相手                               | 国籍       | 備考                                      |
| ------------ | -------------- | ---- | --------- | ------- | -------------------------------------- | ---------- | ----------------------------------------- |
| 1            | 2001年10月10日 | ☆    | 4R 0:58   | TKO     | 八木橋悦世(総武会)                     | 日本       | プロデビュー戦                            |
| 2            | 2002年2月3日   | △    | 4R        | 判定1-0 | 鬼鞍幸子(横浜)                         | 日本       |                                           |
| 3            | 2002年6月9日   | ☆    | 1R        | TKO     | ジプシー・タエコ(山木)                 | 日本       |                                           |
| 4            | 2002年9月7日   | ☆    | 6R        | 判定2-0 | 猪崎かずみ(鴨居)                       | 日本       |                                           |
| 5            | 2002年12月18日 | ☆    | 6R        | 判定3-0 | ミサコ山崎(岩井)                       | 日本       |                                           |
| 6            | 2003年1月24日  | ☆    | 2R 1:01   | KO      | 李恵林                                 | 韓国       |                                           |
| 7            | 2003年3月14日  | △    | 6R        | 判定0-1 | 猪崎かずみ(鴨居)                       | 日本       | 日本フライ級王座次期挑戦者決定戦          |
| 8            | 2003年3月29日  | ☆    | 不明      | KO      | 不明                                   | 不明       |                                           |
| 9            | 2003年9月21日  | ★    | 3R 1:40   | KO      | 柴田早千予(白龍)                       | 日本       |                                           |
| 10           | 2004年4月4日   | ☆    | 3R 0:29   | KO      | 須賀寿江(鴨川)                         | 日本       | 日本フライ級トーナメント1回戦             |
| 11           | 2004年7月18日  | ☆    | 2R 1:59   | TKO     | 藤本りえ(KAKINUMA)                     | 日本       | 日本フライ級トーナメント準決勝戦          |
| 12           | 2004年9月18日  | ★    | 8R 延長1R | 判定1-2 | 猪崎かずみ(鴨居)                       | 日本       | 日本フライ級タイトルマッチ                |
| 13           | 2008年6月9日   | ☆    | 1R 0:43   | TKO     | サトリーレック・パラドーンジム         | タイ       |                                           |
| 14           | 2008年8月11日  | ☆    | 2R 1:06   | TKO     | ペットジンダー・ジンダマニー           | タイ       |                                           |
| 15           | 2008年10月13日 | ★    | 5R 1:59   | TKO     | 四ヶ所麻美(フラッシュ赤羽)             | 日本       |                                           |
| 16           | 2009年6月26日  | ☆    | 2R 1:40   | TKO     | 菊川未紀(東海)                         | 日本       |                                           |
| 17           | 2009年10月12日 | ☆    | 4R 1:16   | TKO     | マルネージェ・ベラーノ                 | フィリピン |                                           |
| 18           | 2009年12月2日  | ☆    | 2R 1:13   | KO      | オーンナッ・ゴーキャットジム           | タイ       |                                           |
| 19           | 2010年2月20日  | ☆    | 9R 1:55   | TKO     | 藤本りえ(協栄)                         | 日本       | OPBF女子スーパーフライ級タイトルマッチ    |
| 20           | 2010年5月18日  | ☆    | 3R 1:30   | TKO     | ジョミシン・ギャットノーウォー         | タイ       | OPBF防衛1                                 |
| 21           | 2010年9月13日  | ☆    | 3R 1:10   | TKO     | ペッサイルーン・ルークサーイゴンディン | タイ       | OPBF防衛2                                 |
| 22           | 2011年1月22日  | ★    | 10R       | 判定0-3 | アナ・マリア・トーレス                 | メキシコ   | WBC女子世界スーパーフライ級タイトルマッチ |
| 23           | 2011年6月6日   | ☆    | 5R 0:30   | TKO     | リエントーン・ロンリエンキラコラート   | タイ       | OPBF防衛3                                 |
| 24           | 2011年12月21日 | ☆    | 1R 1:58   | TKO     | ローナロンノイ・シッサイトーン         | タイ       | OPBF防衛4→返上                            |
| 25           | 2012年4月4日   | ☆    | 4R 0:57   | TKO     | カンディ・サンドバル                   | メキシコ   |                                           |
| 26           | 2012年7月9日   | ☆    | 10R       | 判定3-0 | 天海ツナミ(アルファ)                   | 日本       | WBA女子世界スーパーフライ級タイトルマッチ |
| 27           | 2012年11月12日 | ☆    | 10R       | 判定3-0 | フディス・ロドリゲス                   | メキシコ   | WBA防衛1                                  |
| 28           | 2013年4月10日  | ☆    | 7R 0:10   | TKO     | ロレダナ・ピアッツァ                   | イタリア   | WBA防衛2                                  |
| 29           | 2013年7月22日  | ☆    | 1R 1:56   | KO      | チュタポーン・プラディッサン           | タイ       |                                           |
| 30           | 2013年11月13日 | ★    | 10R       | 判定0-3 | 藤岡奈穂子(T&H)                        | 日本       | WBA陥落                                   |
| テンプレート |                |      |           |         |                                        |            |                                           |

## 獲得タイトル
- 第2代OPBF女子東洋太平洋スーパーフライ級王座
- 第5代WBA女子世界スーパーフライ級王座（防衛2）